# Jesper Rasmussen
Jesper Rasmussen (Frederiksberg, 29 september 1956) is een voormalig voetballer uit Denemarken die in de periode van 1978 tot 1980 uitkwam voor PEC Zwolle.
Tegenwoordig is hij scout van FC Groningen.